# Teoría del enlace de valencia

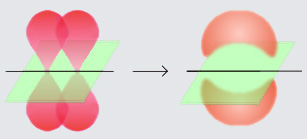
Dos orbitales p formando un orbital π. Enlace π.

En química, la teoría del enlace de valencia (TEV) explica la naturaleza de un enlace químico en una molécula, en términos de las valencias atómicas. La teoría del enlace de valencia se resume en la regla de que el átomo central en una molécula tiende a formar pares de electrones, en concordancia con restricciones geométricas, según está definido por la regla del octeto. La teoría del enlace de valencia está cercanamente relacionada con la teoría de los orbitales moleculares.

## Historia
En 1915, G.N. Lewis propuso que un enlace químico se forma por la interacción conjunta de dos electrones compartidos, con la representación de moléculas según la estructura de Lewis. En 1927, se formuló la teoría de Heitler-London, que permitió por primera vez el cálculo de las propiedades del enlace  la molécula de dihidrógeno (H2), basado en consideraciones de mecánica cuántica. Específicamente, un día, después de una larga siesta, Walter Heitler imaginó cómo podría usar la ecuación de onda de Schrödinger (1925) para mostrar cómo pueden unirse las funciones de onda de dos átomos de hidrógeno, con más, menos, y términos de intercambio (canje), para formar un enlace covalente. Llamó a su asociado Fritz London y trabajaron los detalles de la teoría en el curso de la noche.
Posteriormente, Linus Pauling usó las ideas de pares enlazantes de Lewis junto con la teoría de Heitler-London para desarrollar otros dos conceptos claves en la teoría del enlace de valencia: resonancia (1928) e hibridación de orbitales (1930). Según Charles Coulson, autor del aclamado libro de 1952, Valence, este periodo marca el nacimiento de la "teoría del enlace de valencia moderna", en contraste con las viejas teorías del enlace de valencia, que son esencialmente teorías electrónicas de valencia, expresadas en términos pre-mecánico-ondulatorios. La teoría de resonancia fue criticada como imperfecta por los químicos soviéticos en la década de 1950.

## Teoría
Una estructura de enlace de valencia es similar a una estructura de Lewis; sin embargo, pueden escribirse varias estructuras del enlace de valencia donde no puede escribirse sólo una estructura de Lewis. Cada una de estas estructuras del enlace de valencia representa una estructura de Lewis específica. La combinación de las estructuras del enlace de valencia es el punto principal de la teoría de resonancia. 
La teoría del enlace de valencia considera que el solapamiento (superposición o traslape) de orbitales atómicos de los átomos participantes forma un enlace químico. Debido al solapamiento, es más probable que los electrones estén en la región del enlace. La teoría del enlace de valencia considera a los enlaces como orbitales débilmente apareados (solapamiento pequeño). Típicamente, la teoría del enlace de valencia es más fácil de emplear en moléculas en el estado fundamental.
La teoría del enlace de valencia complementa a la teoría de orbitales moleculares (TOM). La teoría de orbitales moleculares puede predecir propiedades magnéticas (diamagnetismo y paramagnetismo) de una forma más directa, aunque la teoría del enlace de valencia en una forma complicada genera los mismos resultados. 
La teoría del enlace de valencia ve las propiedades de aromaticidad en las moléculas que la presentan como debidas a la resonancia entre las estructuras de Kekulé, Dewar y posiblemente iónicas, mientras que la teoría de orbitales moleculares las ve como la deslocalización de los electrones π. Las matemáticas subyacentes también son algo más complicadas, limitando el tratamiento por medio de la teoría del enlace de valencia a moléculas relativamente pequeñas. 
Por otra parte, la teoría del enlace de valencia provee una descripción más fácil de visualizar de la reorganización de la carga electrónica que tiene lugar cuando se rompen y se forman enlaces durante el curso de una reacción química. En particular, la teoría del enlace de valencia predice correctamente la disociación de moléculas diatómicas homonucleares en átomos separados, mientras que la teoría de orbitales moleculares en su forma simple predice la disociación en una mezcla de átomos e iones.
Más recientemente, algunos grupos han desarrollado lo que frecuentemente se llamaba teoría moderna del enlace de valencia. Esta teoría reemplaza el solapamiento (traslape)) de orbitales atómicos con el solapamiento de orbitales de enlace de valencia que se expande por toda la molécula. Las energías resultantes son más competitivas cuando se introduce la correlación electrónica basada en las funciones de onda de referencia de Hartree-Fock.

## Aplicaciones de la teoría del enlace de valencia
Un aspecto importante de la teoría del enlace de valencia es la condición de máximo solapamiento que conduce a la formación de los enlaces posibles más fuertes. Esta teoría se usa para explicar la formación de enlaces covalentes en muchas moléculas. 
Por ejemplo, en el caso de la molécula F2, el enlace F-F está formado por el solapamiento de orbitales p de dos átomos de flúor diferentes, cada uno conteniendo un electrón desapareado. Dado que la naturaleza de los orbitales es diferente en las moléculas de H2 y F2, la fuerza de enlace y la longitud de enlace diferirán en ambas moléculas.
En una molécula de HF, el enlace covalente está formado por el solapamiento del orbital 1s del H y 2p del F, cada uno conteniendo un electrón desapareado. El compartir mutuamente los electrones entre H y F resulta en la formación de un enlace covalente entre ambos.